# Diastatops estherae
Diastatops estherae là loài chuồn chuồn trong họ Libellulidae. Loài này được Montgomery mô tả khoa học đầu tiên năm 1940.